# 쿠돈
쿠돈(Koodon)은 대한민국의 전자 상거래(E-commerce) 웹사이트이다. 2018년 6월 5일에 설립되었으며, 본사는 서울특별시 강남구 테헤란로 81길 소석빌딩에 위치하고 있다.
2019년 10월에 스타트업 액셀러레이터 프라이머 배치 16기에 선정됐고, 2020년 1월에 벤처기업 인증을 받았다. 2014년에 미국 매사추세츠주 웰즐리에 있는 뱁슨 대학을 졸업한 이경표 대표가 창업했다.

## 연혁
- 2021-03 신규 어플리케이션 '쿠돈 | 중고 명품 파트너' 런칭
- 2020-11 중고 명품 판매 어플리케이션(APP) iOS/AOS 런칭
- 2020-01 벤처기업 인증
- 2019-11 프라이머, 투자금액 비공개 투자유치
- 2019-11 와디즈, 투자금액 비공개 투자유치
- 2019-10 프라이머 배치 16기 선정
- 2019-08 서울 전 지역 방문수거 서비스 도입
- 2019-08 쿠돈 모바일 어플리케이션(APP) 런칭
- 2019-02 판매대행 서비스 런칭
- 2019-02 200% 정품 보장제 도입
- 2018-06 쿠돈 정식 서비스 런칭
- 2018-06 쿠돈(Koodon Inc.) 창업